# Scott Robinson
Scott James Timothy Robinson sinh ngày 22/11/1979 tại Essex, nước Anh, là một ca sĩ người Anh, được biết đến nhiều nhất với tư cách là một thành viên của nhóm nhạc Five. Scott sống tại Pitsea, có 2 chị gái là Nicola và Hayley. ANh học tại trường Chalvedon Comprehensive ở Pitsea, Essex cho tới năm 9 tuổi, anh dành phần lơn thời gian tại Sylvia Young Theatre School.
Anh có được những thành công ban đầu với vài vai diễn trong 
Casualty, Hale and Pace and The Bill. Scott đồng thời cũng biểu diễn tại "London's West End" & "Edinburgh Festival" với vai Ron Moody trong Peter Pan và National Children's Theatre Production of Whistle Down the Wind trước khi gây chú ý bằng sự nghiệp âm nhạc với Five.
Robinson cưới Kerry Oaker (sinh ngày 15/6/1983 tại Essex, nước Anh) vào ngày 28/9/2001. Ngày 11/7/2001, Kerry sinh con trai đặt tên là Brennan Rhys Robinson. Scott trở thành cha lần thứ hai khi cậu con trai thứ 2 - Kavan Reeve ra đời vào ngày 13/9/2006, gia đình này hiện đang sống ở Pitsea Essex.
Từ cuộc tan rã của Five, Robinson tham gia vào lĩnh vực radio và tryền hình và trở thành một trong những người đứng đầu tại chuyến lưu diễn âm nhạc của Anh Boogie Nights 2.

## Danh sách đĩa hát
Five
- 5ive (1998)
- Invincible (1999)
- Kingsize (2001)
- Five Greatest Hits (2001)

## Celebrity Scissorhands
Ngày 26/10/2008, Robinson xuất hiện tại Celebrity Scissorhands sự kiện diễn ra cùng thời điểm với BBC charity "Children in Need". Anh lọt vào vòng chung kết vào ngày 9/11/200ấyu khi đối thủ tự bình chọn cho mình dưới cái tên nặc danh.